# Princess Victoria
El buque Princess Victoria fue un ferry construido en 1946 y que naufragó el 31 de enero de 1953. Su hundimiento ha sido considerado como el peor desastre marítimo en aguas territoriales inglesas desde la Segunda Guerra Mundial.

## Construcción
El MV Princess Victoria fue construido por el astillero William Denny and Brothers en Dumbarton. Era el primer ferry fabricado para aguas británicas y el cuarto que llevaba el mismo nombre. A pesar de su innovador sistema de carga, su aspecto exterior era muy similar al de su predecesor. Podía transporta 150 pasajeros más carga.

## Vida operativa
Fue asignado por la British Railways para el servicio de Stranraer en Escocia a Larne en Irlanda del Norte.

## Naufragio
Se hundió en el canal del Norte entre Escocia e Irlanda el 31 de enero de 1953 debido a una fuerte tormenta; 132 personas murieron, y sólo 40 sobrevivieron. El oficial de radio era David Broadfoot.